# Жилоток
Жилоток — деревня в Борском сельском поселении Бокситогорского района Ленинградской области.

## История
Деревня Жилотока упоминается на карте Санкт-Петербургской губернии 1792 года, А. М. Вильбрехта. Название означает «жилое место».
Деревня Жилоток обозначена на специальной карте западной части России Ф. Ф. Шуберта 1844 года.

ЖИЛОТОК — деревня Жилотокского общества, прихода Пярдомского погоста. Река Воложба.

Крестьянских дворов — 36. Строений — 109, в том числе жилых — 60. 

Число жителей по семейным спискам 1879 г.: 84 м. п., 84 ж. п.; по приходским сведениям 1879 г.: 79 м. п., 87 ж. п.

В конце XIX — начале XX века деревня административно относилась к Большегорской волости 3-го земского участка 1-го стана Тихвинского уезда Новгородской губернии.
В начале XX века близ деревни находился жальник.

ЖИЛОТОК — деревня Жилотокского общества, дворов — 42, жилых домов — 83, число жителей: 149 м. п., 161 ж. п.

Занятия жителей — земледелие, лесные промыслы. Река Воложба. Часовня, земская школа, мелочная лавка, водяная мельница. (1910 год)

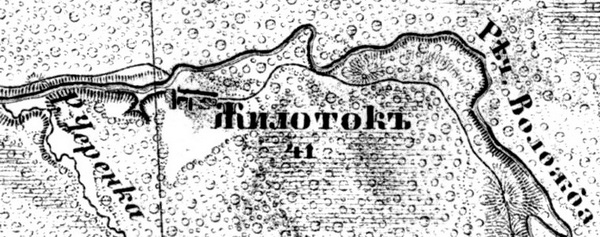
Деревня Жилоток на карте 1913 года

Согласно карте Новгородской губернии 1913 года, насчитывала 41 крестьянский двор.
С 1917 по 1918 год деревня входила в состав Большегорской волости Тихвинского уезда Новгородской губернии.
С 1918 года, в составе Череповецкой губернии.
С 1927 года, в составе Межурецкого сельсовета Тихвинского района.
С 1928 года, в составе Борского сельсовета.
С 1930 года, в составе Воложбенского сельсовета.
По данным 1933 года деревня Жилоток входила в состав Воложбенского сельсовета Тихвинского района.
С 1951 года, в составе Борского сельсовета.
С 1952 года, в составе Бокситогорского района.
В 1955 году население деревни составляло 115 человек.
С 1963 года, вновь в составе Тихвинского района.
С 1965 года вновь в составе Бокситогорского района. В 1965 году население деревни составляло 69 человек.
По данным 1966, 1973 и 1990 годов деревня Жилоток также входила в состав Борского сельсовета.
В 1997 году в деревне Жилоток Борской волости проживали 9 человек, в 2002 году — 10 человек (все русские).
В 2007 году в деревне Жилоток Борского СП проживал 3 человека, в 2010 году — 18.

## География
Деревня расположена в западной части района к западу от автодороги 41К-031 (Дыми — Неболчи).
Расстояние до административного центра поселения — 14 км.
Расстояние до районного центра — 11 км. 
Деревня находится на левом берегу реки Воложба.

## Демография
| 1997 | 2002 | 2007 | 2010 | 2013 | 2014 | 2017 |
| ---- | ---- | ---- | ---- | ---- | ---- | ---- |
| 9    | ↗10  | ↘3   | ↗18  | ↗23  | ↗24  | ↘23  |

## Инфраструктура
На 2017 год в деревне было зарегистрировано 9 домохозяйств.